# Dreifaltigkeitskapelle (Hannover)

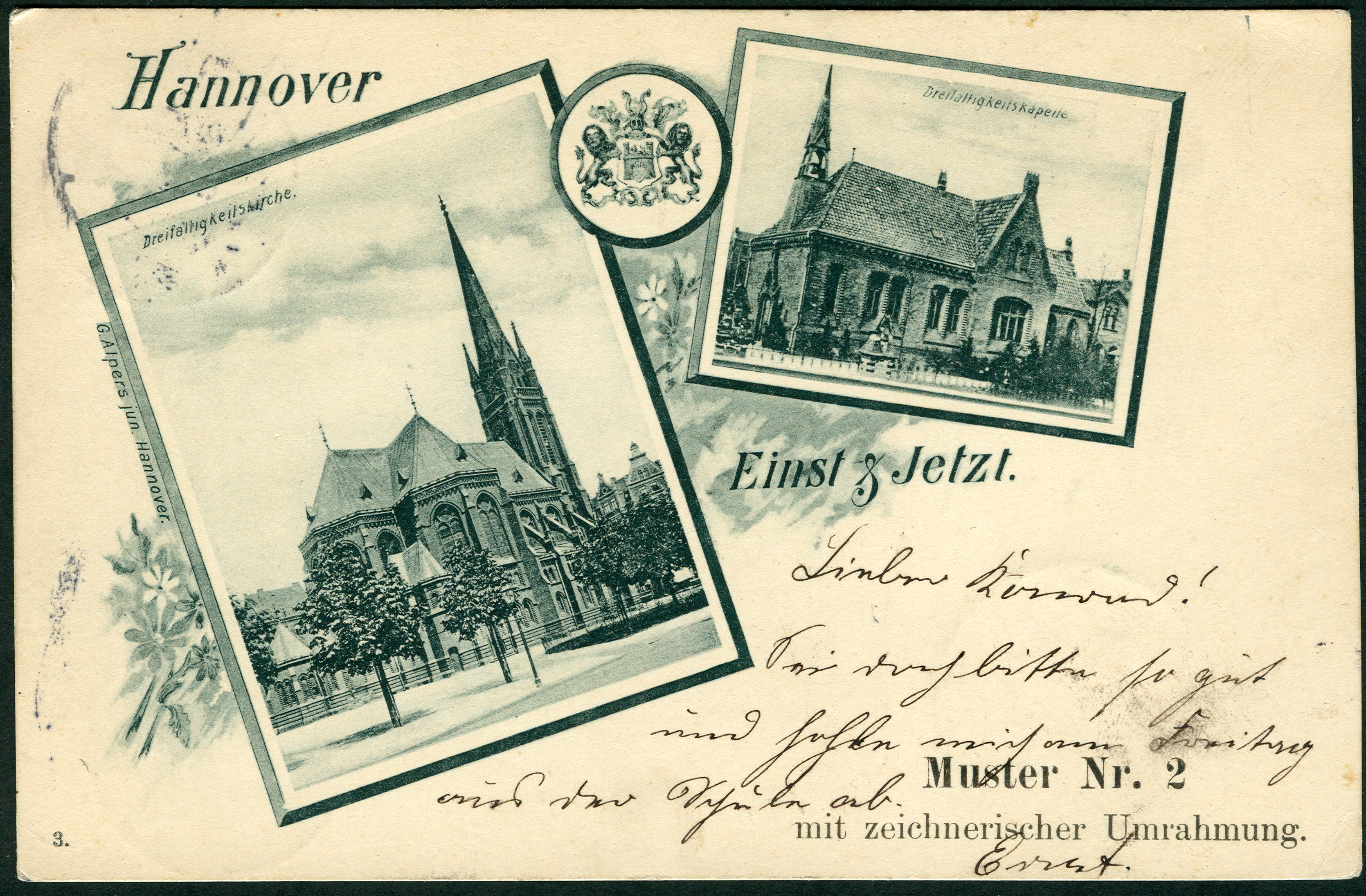
„Hannover. Einst & Jetzt“: Die ältere Dreifaltigkeitskapelle und die Dreifaltigkeitskirche in der Oststadt;
Ansichtskarten-Muster Nummer 2 von Georg Alpers junior, um 1900

Die Dreifaltigkeitskapelle in Hannover war eine evangelisch-lutherische Kapelle und im 19. Jahrhundert Vorgängerbau der heutigen Dreifaltigkeitskirche. Standort des Gebäudes war die Bernstraße Ecke Heinrichstraße im (heutigen) Stadtteil Oststadt.

## Geschichte und Beschreibung
Die Dreifaltigkeitskapelle wurde in den Jahren 1869 bis 1870 durch den Architekten Conrad Wilhelm Hase im Stil der Neugotik der Hannoverschen Architekturschule errichtet. Zwar wurde die Kapelle ab 1876 Dreifaltigkeitskirche genannt, allerdings musste bereits bei der Finanzierung der Kapelle ein Teil des ursprünglich größeren Kirchengrundstückes verkauft werden, so dass ein größeres Gebäude an gleicher Stelle kaum in Frage kam. Nachdem im Zuge der voranschreitenden Industrialisierung die Bevölkerung im Stadtteil weiter rasant angewachsen war, wurde nur wenige Jahre später von 1880 bis 1883 an der nahegelegenen Bödekerstraße die größere Dreifaltigkeitskirche durch Christoph Hehl errichtet, In der Zeit von 1883 bis 1884 baute Hehl die nun nicht mehr benötigte Kapelle zum Pfarrhaus der Kirchengemeinde um. Später wurde das Gebäude noch mehrfach verändert, unter anderem im Jahr 1911.